# Желтокрылый траупис
Желтокрылый траупис (лат. Thraupis abbas) — вид воробьиных птиц из семейства танагровых (Thraupidae). Подвидов не выделяют. Распространён в Северной и Центральной Америке.

## Описание
Желтокрылый траупис достигает длины 17 см и массы от 38 до 55 г. Половой диморфизм не выражен. Голова и шея лилово-голубые, наиболее яркие на темени, уздечка и тонкая линия над клювом чёрные. Горло обычно немного серее и бледнее, часто с чёрным цветом на подбородке. Мантия, лопатки и спина дымчато-голубые, с тёмными крапинками, надхвостье охристо-оливковое, верхние кроющие перья хвоста голубовато-серые, хвост черный. Малые кроющие перья крыльев колокольчато-голубые, средние кроющие более оливковые с бледно-голубым оттенком и скрытыми тёмными основаниями, большие кроющие перья охристо-оливковые. Маховые перья и третьестепенные перья насыщенно-чёрные (сложенные крылья образуют характерную треугольную черную область поперек задней половины тела). Нижнюю часть первостепенных маховых перьев пересекает широкая, резко очерченная соломенно-жёлтая полоса (заметна в состоянии покоя и в полёте). Голубой цвет горла постепенно переходит в синевато-серый на груди, становясь тусклым охристо-оливковым или желтовато-оливковым на боках, брюхе и нижних кроющих перьях хвоста. Радужная оболочка темно-коричневая; клюв черноватый; ноги тёмно-серые. У молодых особей голова и верхние части оливковые, с тёмными пятнами на спине, а нижняя часть в основном сероватая.

## Вокализация
Песня описывается как пронзительная нисходящая трель, часто с одной-двумя вступительными нотами «shee iiiiiiiiiiiiiiiiiiir», или предваряемая одной или двумя грубыми нотами. Иногда слышится высокая трель длиной 2–4 секунды, «che-che-che-che-che...», часто предваряемая одной нотой. Позывки представлены высокими «sseeu» и «swee», издаваемые с присады или в полете, и другими скрипучими нотами.

## Распространение и места обитания
Желтокрылый траупис распространён от востока и юго-востока Мексики (юг Тамаулипаса, юго-восток Сан-Луис-Потоси и Оахака), на юг через полуостров Юкатан до севера Никарагуа и по тихоокеанскому склону до юга Гондураса и севера и центра Никарагуа; единичные наблюдения из Нуэво-Леона (Мексика) и севера Коста-Рики.
Естественными местами обитания являются опушки умеренно сухих или влажных лесов, поляны с деревьями, плантации, парки, сады и другие полуоткрытые пространства с редкими деревьями; избегает мест внутри леса. Встречается на высоте от уровня моря до 1800 м над уровнем моря.

## Биология
Желтокрылый траупис ведёт оседлый образ жизни. В сезон размножения образует пары; вне сезона размножения встречается парами или группами до 10 особей, иногда до более 50 особей. Часто наблюдается на плодоносящих деревьях, где обычно агрессивен по отношению к другим птицам и может попытаться прогнать их. Обычно довольно медленно прыгает по ветвям в поисках насекомых или клюет плоды. В состав рациона входят насекомые и фрукты.
Размножение в Мексике и до Сальвадора отмечено в феврале—–июле. В сооружении гнезда принимают участие обе родительские птицы. Гнездо из небольших веточек, травы, сухих листьев и мха, выстланное изнутри более тонким материалом; размещается в основном на среднем уровне, около 3—18 м от земли, на горизонтальной ветке дерева с густой листвой или у основания пальмовых листьев. В кладке 2—3 яйца. Яйца бледно-голубовато-серые, густо испещренные красновато-коричневыми пятнами. Другой информации нет.